# Keszthely
Keszthely [ˈkɛsthɛj] (deutsch: Kesthell) ist eine Stadt mit rund 18.000 Einwohnern (Stand 1. Januar 2023) auf einer Fläche von 75,98 Quadratkilometern am Westufer des Plattensees in Ungarn. Sie gehört zum Komitat (Verwaltungsbezirk) Zala.

## Geschichte
Der Platz ist seit der Latènezeit besiedelt, in der Römerzeit entstand die Keszthely-Kultur. Auf dem Gebiet des Stadtteils Fenékpuszta wurde das römische Binnenkastell Keszthely-Fenékpuszta ausgegraben. Die Stadt selbst ist erstmals 1247 in einer Urkunde erwähnt. Seit dem Jahr 1421 besitzt die Stadt das Marktrecht. Durch die Türkenkriege wurde ihr Wachstum unterbrochen, die Stadt jedoch niemals eingenommen. Im 18. Jahrhundert stieg sie zum geistigen Mittelpunkt der Region auf. Das verdankt sie auch den Festetics, einem aus Kroatien stammenden Adelsgeschlecht, deren Graf György Festetics im Jahr 1797 das Georgikon gründete. Es handelte sich um eine landwirtschaftliche Hochschule, die im 19. Jahrhundert wesentlich zum Nationalbewusstsein der Ungarn beitrug. Heute ist es die Agrarwissenschaftliche Fakultät der Universität Veszprém.
Bereits im 19. Jahrhundert begann mit dem Tourismus eine weitere wichtige Entwicklung. Heute stellt er den größten Wirtschaftszweig dar. Keszthely verfügt über große Uferhotels und mehrere Geschäfte in der Fußgängerzone, der Kossuth Lajos utca sowie über eine barocke Innenstadt.

## Latènezeitliches Gräberfeld
An der Westseite des Keszthely-Berglandes, östlich des Flusses Gyöngyös, wurden Reste eines Gräberfeldes der Latènezeit freigelegt. Der Nordabschnitt des Fundortes trägt den Namen Felső-Dobogó, der Südabschnitt Alsó-Dobogó (Ober- und Unter-Dobogó). Zwischen den beiden Plätzen befinden sich eine Straße und ein Hügel aus Dolomitgestein. Im Osten liegt das ebenfalls keltische Gräberfeld von Cserszegtomaj. Die Gräber in Felső-Dobogó wurden durch die Nutzung als Gartenland weitgehend zerstört, eine Rettungsgrabung im Jahre 1966 brachte nur mehr eine kleine Grabgruppe mit vier Körperbestattungen (drei Frauen, ein Kind) zutage.
Zwei der Gräber lagen in Süd-Nord-Richtung, die anderen beiden in Südost-Nordwest-Richtung. Eine (zerstörte) Brandbestattung ungefähr 60 m südlich davon lässt darauf schließen, dass noch weitere Gräber bestanden haben. Nach den Grabbeigaben – ein Gefäß mit Henkel, ein eiserner Armreif mit Bronzeumkleidung und einige verzierte Hohlbuckelringe – wird auf eine Belegung in der Früh- und Mittellatène (LTB bis LTC, 380–150 v. Chr.) geschlossen.
Der ebenfalls dort entdeckte Streufund einer italienischen Bronzefigur mit ausgestreckten Armen ist nicht mehr exakt lokalisierbar. Lászlo Hórváth und Miklós Szabó vermuten, dass diese und ähnliche Figuren in Transdanubien aus derselben Werkstatt im südlichen Umbrien stammen und im 4. Jahrhundert v. Chr. hierher importiert worden waren.

## Sehenswürdigkeiten
Das Barockschloss der Festetics im Norden der Stadt bildet eine U-Form und steht inmitten eines Parks. Christoph Festetics erbaute es im Jahre 1745. Sein Sohn Pál erweiterte es in den 1860er Jahren unter Federführung von Christoph Hofstädter, der auch den Park entwarf. Die letzte Erweiterung in den 1880er Jahren erfolgte nach Plänen des Architekten Viktor Rumpelmayer. In den Räumen des Schlosses kann man Gegenstände vom 17. bis zum 19. Jahrhundert besichtigen, darunter Delfter-Kachelöfen, Empirestühle und intarsienverzierte Tische. Außerdem befindet sich im Schloss die Helikon-Bibliothek (ungarisch Helikon könyvtár), deren Inneneinrichtung der Keszthelyer Tischlermeister János Kerbel um 1800 aus Eichenholz schuf. Die Bibliothek beherbergt über 50.000 Bände.
Im Süden der Stadt befindet sich das Balaton-Museum mit einer geologischen und archäologischen Sammlung. Es zeigt Zeugnisse awarischer und keltischer Kultur, Fakten zur geologischen Entwicklung des Plattenseegebietes sowie zur Flora des Sees und zur Arbeit der Menschen.
Des Weiteren befindet sich die ehemalige Karmeliterkirche Basilika St. Theresa in Keszthely.

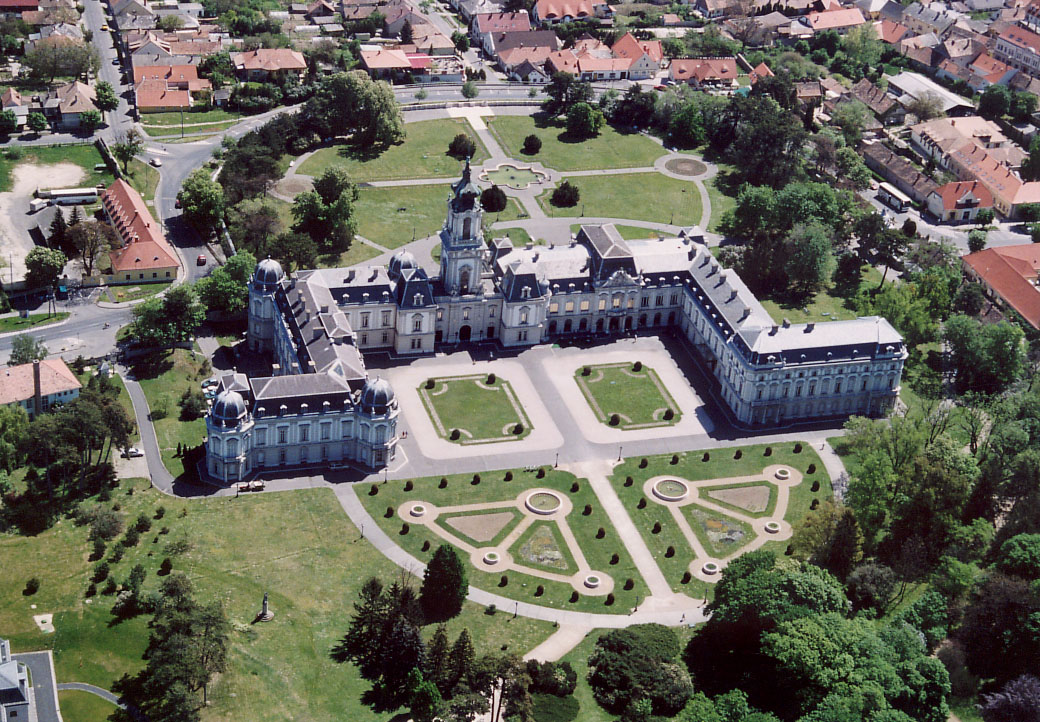
Luftaufnahme des Schlosses Festetics
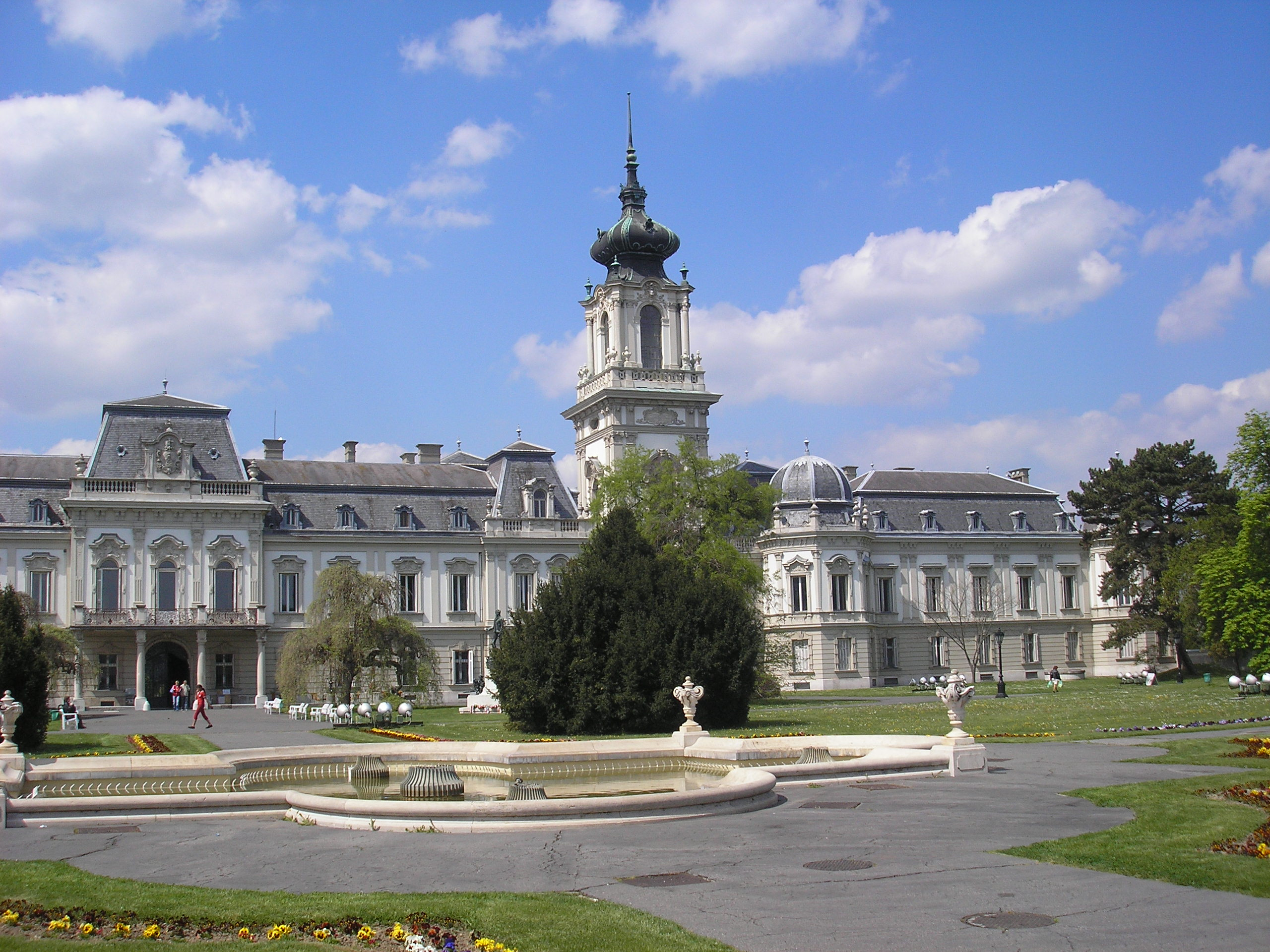
Schloss Festetics
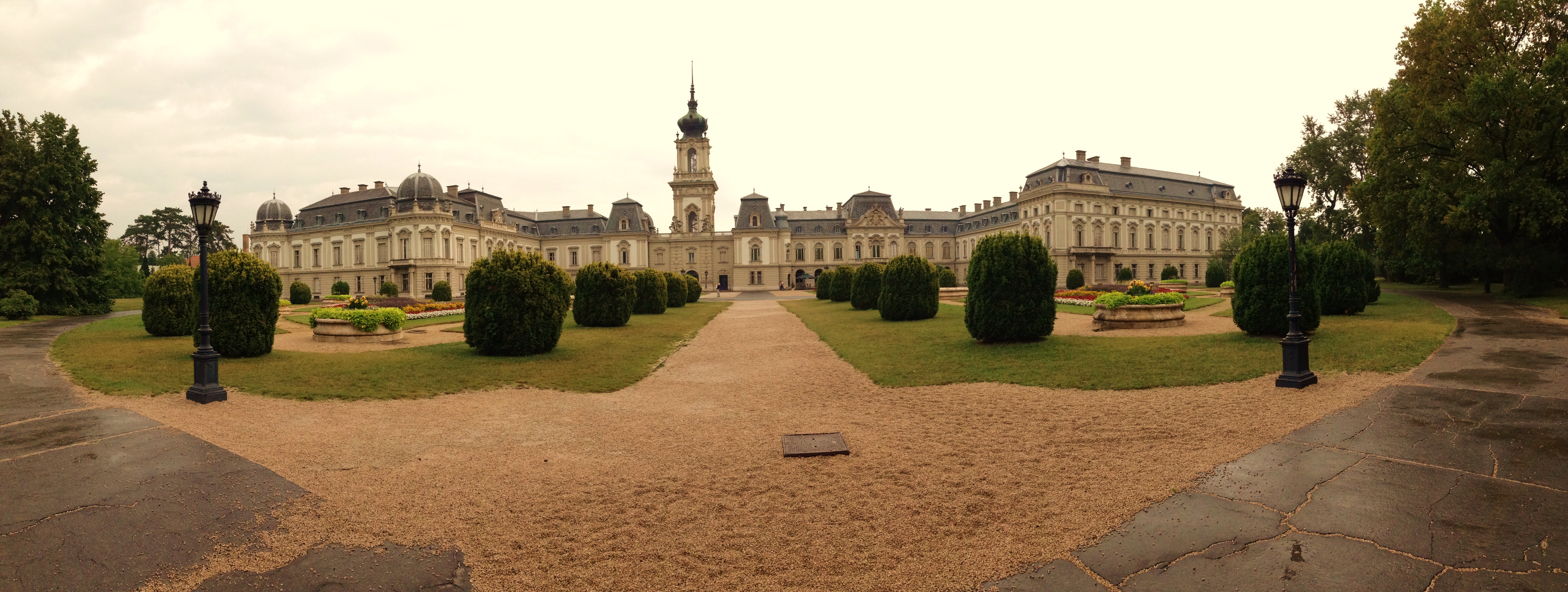
Blick auf das Schloss Festetics vom Schlossgarten aus
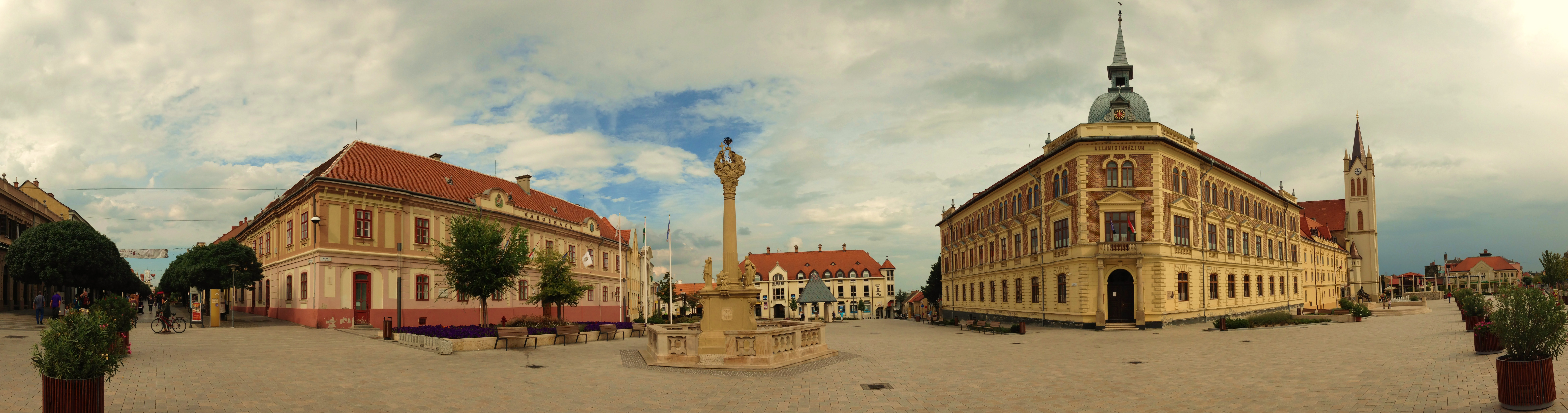
Panoramabild des Fő Tér im Stadtzentrum Keszthelys
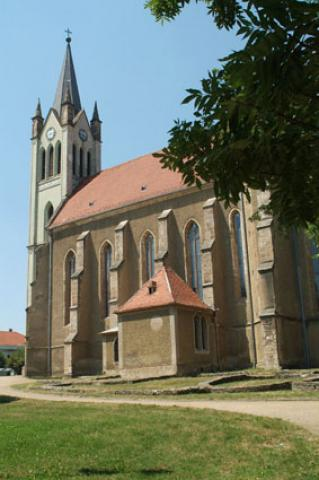
Kirche zu Unserer Lieben Frau von Ungarn in Keszthely

## Städtepartnerschaften
- Boppard (Deutschland)
- Hof van Twente (Niederlande)
- Levoča (Slowakei)
- Turnov (Tschechien)
- Piwniczna-Zdrój (Polen)
- Piran (Slowenien)
- Alanya (Türkei)

## Persönlichkeiten
- Wilhelm Friedrich von Karwinsky von Karwin (1780–1855), Botaniker
- Károly Goldmark (1830–1915), Komponist und Violinist
- Kolos Ferenc Vaszary (1832–1915), Benediktiner, Erzbischof von Esztergom, Kardinal
- David Schwarz (1850–1897), Erfinder und Luftfahrtpionier
- János Schadl (1892–1944), Maler
- Sándor Popovics (1939–2019), Fußballspieler
- Zoltán Cziffra (* 1942), Dreispringer
- Aliz Mosonyi (* 1944), Schriftstellerin
- Ferenc Németh (* 1976), Jazzmusiker
- Veronika Major (* 1997), Sportschützin
- Csenge Fodor (* 1999), Handballspielerin
- Luca Csíkos (* 2005), Handballspielerin